# دیوید آلن گرایر
دیوید آلن گرایر (به انگلیسی: David Alan Grier) (زاده ۳۰ ژوئن ۱۹۵۶) بازیگر و کمدین آمریکایی است.
از فیلم‌های معروف او می‌توان به بازی در فیلم افسونگر، آبجو، ۱۵ دقیقه، بازگشت به من، اکنون در ارتش، زنان آمازون در ماه، یک تعویض مقدس، کلیفورد سگ بزرگ قرمز، خارج از حد، خیابان کندی کین، مرد جنگلی و ماجراهای راکی و بولوینکل اشاره کرد.